# Hypocondric Lovesick
Hypocondric Lovesick är en EP av den nedlagda svenska trance-duon Earthbound. Det är gruppens första släppta material och också den sista releasen innan Carl-Oscar Andreasson lämnade gruppen.
EP:n innehåller låten "Element Of Love", som gruppen släppte som en singel 1997 med namnet "Heartbeat [Element Of Love]".

## Låtlista

### Fluid Records

#### CD singel, 12" vinyl singel
| Nr           | Titel                   | Längd |
| ------------ | ----------------------- | ----- |
| 1.           | "Element Of Love"       | 8:08  |
| 2.           | "10 Hours (Accent Mix)" | 7:22  |
| 3.           | "Tranceportation"       | 7:00  |
| Total längd: | Total längd:            | 22:30 |